# Comando de Base Aérea 1/XIII
El Comando de Base Aérea 1/XIII (Flug-Hafen-Bereichs-Kommando 1/XIII) fue una unidad de la Luftwaffe durante la Segunda Guerra Mundial.

## Historia
Fue formado el 1 de julio de 1939 en Fürth como Comando de Base Aérea Fürth. El 30 de marzo de 1941 es renombrado Comando de Base Aérea 1/XIII. En febrero de 1943 es renombrado Comando de Base Aérea 11/XII.

## Comandantes
- Coronel Hans Boehmer – (23 de marzo de 1941 – 1 de abril de 1942)
- Teniente coronel Otto Hupfer – (1 de abril de 1942 – septiembre de 1942)
- Coronel Hans Boehmer – (8 de septiembre de 1942 – 20 de febrero de 1943)

## Servicios
- julio de 1939 – enero de 1941: en Fürth bajo el XIII Comando Administrativo Aéreo.
- enero de 1941 – febrero de 1943: en Fürth bajo el XII Comando Administrativo Aéreo.

## Orden de Batalla

### Unidades Subordinadas
- Comando de Aeródromo Fürth
- Comando de Aéródromo Herzogenaurach
- Comando de Aéródromo Vilseck
- Comando de Aeródromo Weiden
- Comando de Aeródromo Amberg-Schafhof
- Comando de Aeródromo Unterschlauersbach
- Comando de Aeródromo Regensburg-Obertraubling